# Grand Fleet
La Grand Fleet (Grande Flotte) était la flotte principale de la Royal Navy durant la Première Guerre mondiale.

## Histoire
Formée en août 1914 à partir d'éléments de la Première Flotte et de la Seconde Flotte de la Home Fleet, elle comprend 35 à 40 navires capitaux. Commandée à sa création par l'amiral Sir John Jellicoe, elle passe sous le commandement de Sir David Beatty en 1916.
Basée à Scapa Flow dans les Orcades, puis à Rosyth dans le Firth of Forth, elle ne prendra part qu'à un engagement majeur de la Première Guerre mondiale, la bataille du Jutland.
Après la guerre, elle est dissoute afin de reformer l'Atlantic Fleet.